# Drepanosticta tenella
Drepanosticta tenella är en trollsländeart som beskrevs av Maurits Anne Lieftinck 1935. Drepanosticta tenella ingår i släktet Drepanosticta och familjen Platystictidae. IUCN kategoriserar arten globalt som otillräckligt studerad. Inga underarter finns listade i Catalogue of Life.